# Saturnino Saravia
Saturnino Saravia fue un militar y político argentino que gobernó la provincia de Salta en dos oportunidades. Una de sus acciones más conocidas fue una conspiración contra el general Güemes. El 24 de mayo de 1821 gestó junto a otros conspiradores (Facundo de Zuviría, Ángel Mariano Zerda y Dámaso Alonso, entre otros) "la revolución del comercio". Este grupo se llamó a sí mismo "La Patria Nueva" y su objetivo fue derrocar a Martín Güemes quien ejercía la gobernación. Estos personajes eran comerciantes que vieron afectados sus intereses por dos motivos: los altos impuestos que les impuso Güemes para costear al ejército gaucho patriota y las dificultades que la guerra imponía para la circulación de las mercancías, lo cual afectaba directamente sus intereses.
Los detalles de esta revolución que Güemes desarticuló y que, posteriormente le costaría vida, puesto que estos personajes lo traicionaron informando al español sobre sus movimientos, pueden leerse con todo detalle en el Portal de Salta (portal oficial del gobierno de la provincia) con el título de "Güemes y los descontentos de su gobierno".

## Biografía
Saturnino Saravia Jáuregui nació en 1789 en la ciudad de Salta, provincia de Salta, Virreinato del Río de la Plata (Argentina), hijo de José Domingo Saravia Ruiz de los Llanos Villafañe, alférez real y maestre de campo de Salta, y de Martina Jáuregui Fernández Saravia.
El 23 de julio de 1811 el cabildo de Salta le agradeció su contribución a la celebración del primer aniversario de la revolución.
El 15 de febrero de 1813 recibió del general Manuel Belgrano la misión de promover la adhesión a la causa de los pueblos del sur del valle de Lerma. Por dicho cometido y por su participación en la batalla de Salta el 15 de abril de ese año fue promovido al grado de alférez en el Regimiento de Voluntarios de Salta y el 25 de mayo al de capitán.
Integró las milicias gauchas de Martín Miguel de Güemes con el grado de sargento mayor hasta el 15 de agosto de 1820, cuando fue ascendido a teniente coronel.
En tanto alcalde de primer voto del cabildo de Salta, estuvo interinamente al frente del gobierno salteño desde el 24 de abril hasta el 24 de mayo de 1821, cuando por deposición de Güemes fue nombrado gobernador provisorio, permaneciendo en el cargo sólo hasta el 31 de mayo. El 7 de junio las fuerzas de José María Valdés, parte del ejército de Pedro Antonio de Olañeta, ocupaban la ciudad mientras el cabildo quedaba disuelto y fugaban la mayor parte de sus integrantes, entre ellos Saravia.
El 15 de julio las tropas realistas se retiraron hacia Jujuy en virtud del tratado firmado por Olañeta, Saravia y José Antonino Fernández Cornejo, comandante general de la provincia. Saturnino Saravia se convirtió en el nuevo gobernador provisional hasta que el 19 de agosto de 1821, la Junta de Representantes eligió de acuerdo a lo establecido en la Constitución de 1819 y en una reñida elección a José Antonino Fernández Cornejo como primer gobernador constitucional.
El 22 de septiembre de 1822 parte de la Junta y el coronel Pablo de la Torre depusieron al gobernador y el 26 de noviembre de ese año el nuevo gobierno extendió los despachos de coronel de las fuerzas salteñas a Saturnino Saravia.
Falleció en Salta el 18 de enero de 1827, siendo sepultado en el cementerio de las Mercedes. Casó con su pariente Luisa Saravia y en segundas nupcias con Benita Diez Torena, con quien tuvo al menos una hija, Dolores Saravia Diez Torena.